# 西岡瑠璃子
西岡 瑠璃子（にしおか るりこ、1934年7月22日 - ）は、日本の政治家、歌人。元日本社会党参議院議員（1期）。

## 経歴
高知県土佐市出身。1953年土佐高校卒。卒業後はNHK高知放送局に就職する。以後、参院選に立候補するまで勤務。労働運動と女性運動に身を投じ、日放労高知分会書記長、高知県労働組合総評議会婦人部長、日本婦人会議高知県本部議長などを歴任。また、「高知歌人」や「新日本歌人」に所属して歌人としても活動する。
1989年の第15回参議院議員通常選挙に高知県選挙区から日本社会党公認で立候補して初当選。小選挙区制導入に反対を表明し、1994年に栗原透（社会党高知県本部委員長、高知県議）らと共に離党。1995年の第17回参議院議員通常選挙で無所属で立候補し、落選。1998年の第18回参議院議員通常選挙に同じ選挙区から立候補（無所属、日本共産党推薦）し、次点で落選、政界を引退。その後は再び歌人として活動を続けて、高知県歌人連盟会長を務める。旭日中綬章受章。